# Jordi Xammar
Jordi Xammar (Barcelona, 2 de dezembro de 1993) é um velejador espanhol, medalhista olímpico.

## Carreira
Xammar participou dos Jogos Olímpicos de Verão de 2020 em Tóquio, onde participou da classe 470, conquistando a medalha de bronze ao lado de Nicolás Rodríguez após finalizar a série de treze regatas com 55 pontos.